# جزيرة بيرا-بيرايان
جزيرة بيرا-بيرايان وهي جزيرة من جزر إندونيسيا، وتقع في إقليم كالمنتان الشرقية، ضمن أرخبيل بورنيو.